# Ніклас Ландін Якобсен
Ніклас Ландін Якобсен (дан. Niklas Landin Jacobsen, нар. 19 грудня 1988) — данський гандболіст, олімпійський чемпіон 2016 року.

## Виступи на Олімпіадах
| Олімпіада           | Дисципліна | Місце |
| ------------------- | ---------- | ----- |
| Лондон 2012         | гандбол    | 6     |
| Ріо-де-Жанейро 2016 | гандбол    | 1     |

## Зовнішні посилання
- Ніклас Ландін Якобсен — олімпійська статистика на сайті Sports-Reference.com (англ.) (архівна версія)